# Дибериллийтриниобий
Дибериллийтриниобий — бинарное неорганическое соединение, интерметаллид
ниобия и бериллия
с формулой Nb3Be2,
кристаллы.

## Получение
- Спекание стехиометрических количеств чистых веществ:

{\displaystyle {\mathsf {3Nb+2Be\ {\xrightarrow {1870^{o}C}}\ Nb_{3}Be_{2}}}}

## Физические свойства
Дибериллийтриниобий образует серые кристаллы
тетрагональной сингонии,
пространственная группа P 4/mbm,
параметры ячейки a = 0,649 нм, c = 0,335 нм, Z = 2,
структура типа дисилицида триурана U3Si2
.
Соединение конгруэнтно плавится при температуре >1700°C .
По другим данным соединение образуется по перитектической реакции при температуре 1590°C.
При температуре 2,3 К переходит в сверхпроводящее состояние .